# Óbuda kocsiszín
Az Óbuda kocsiszín egy budapesti villamoskocsiszín volt.

## Története
Az Óbuda kocsiszín a nagy budapesti kocsiszín-építkezések idején, 1907-ben épült a III. kerületi Vörösvári út 111–117. szám alatti telken. A téglaburkolású épületek az egyidőben épült más budapesti kocsiszínekhez hasonló külsőt kölcsönöztek a létesítménynek. A telephely hurokvágánnyal rendelkezett. Közel 9 évtizeden át, 1996-ig üzemelt. Az 1933–1944 között közlekedő 7-es trolibusz járműveit a kocsiszínben tárolták és javították. Megszűnéséig a 33-as villamos fordult benne vissza az Árpád hídon át a Nyugati pályaudvar felé. Bezárása előtt az 1-es és a 17-es villamosok vonalát szolgálta ki Ganz MUV és Tatra T5C5 motorkocsikkal. Állomásozott itt egy hóseprő gép is.
A bezárást követően mintegy 20 éven keresztül az épület fő homlokzata még állt.[forrás?]

## Képtár

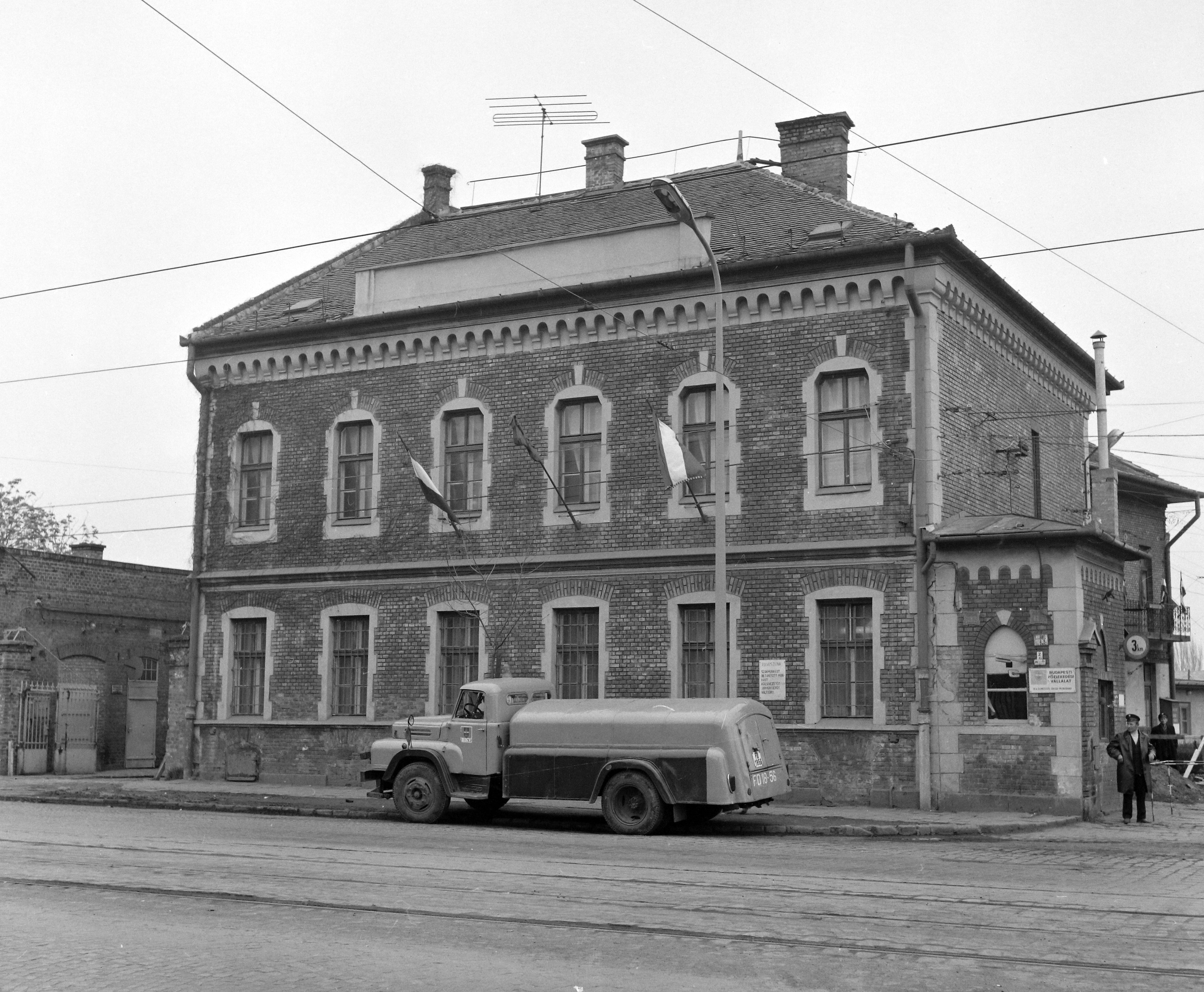
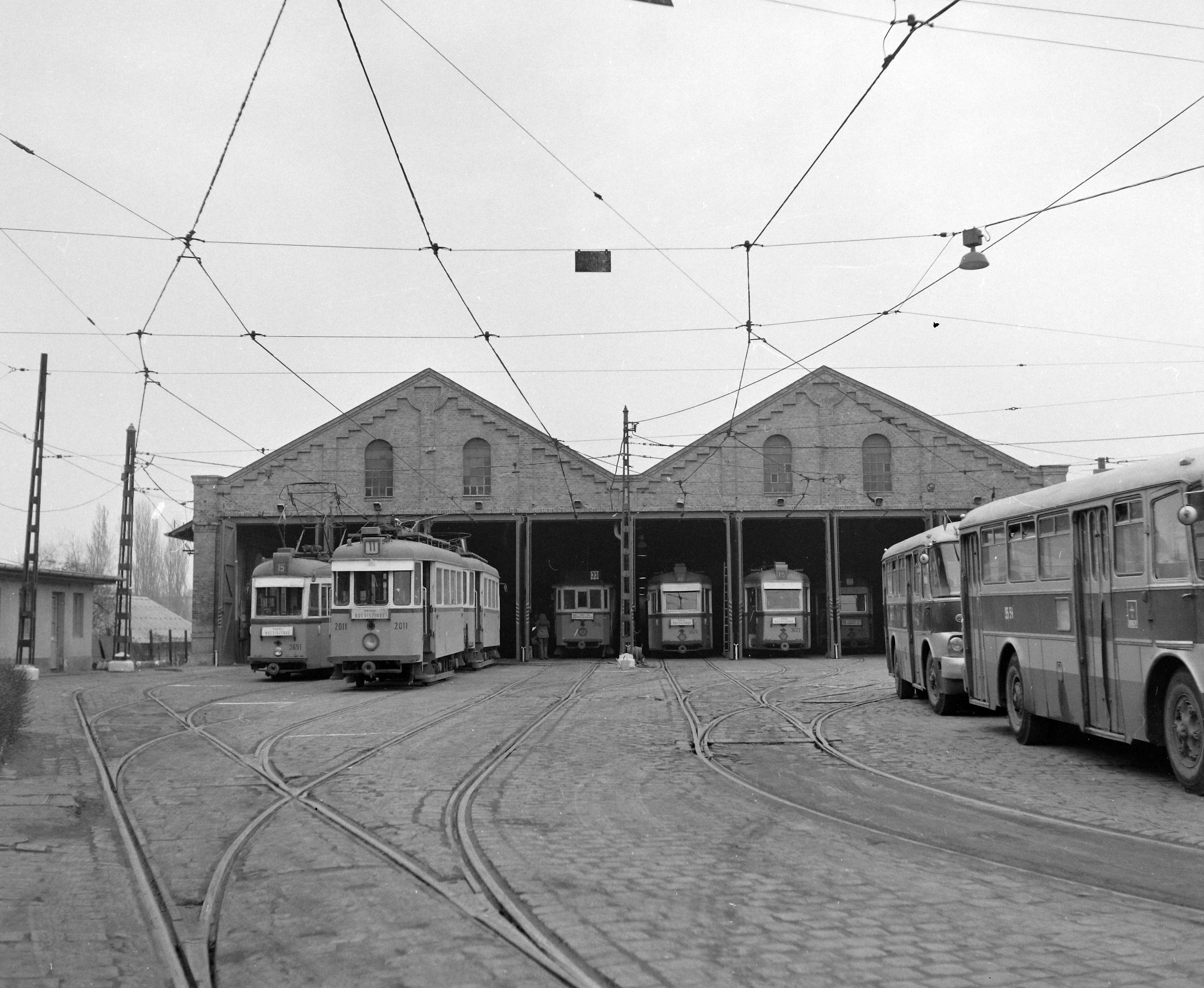
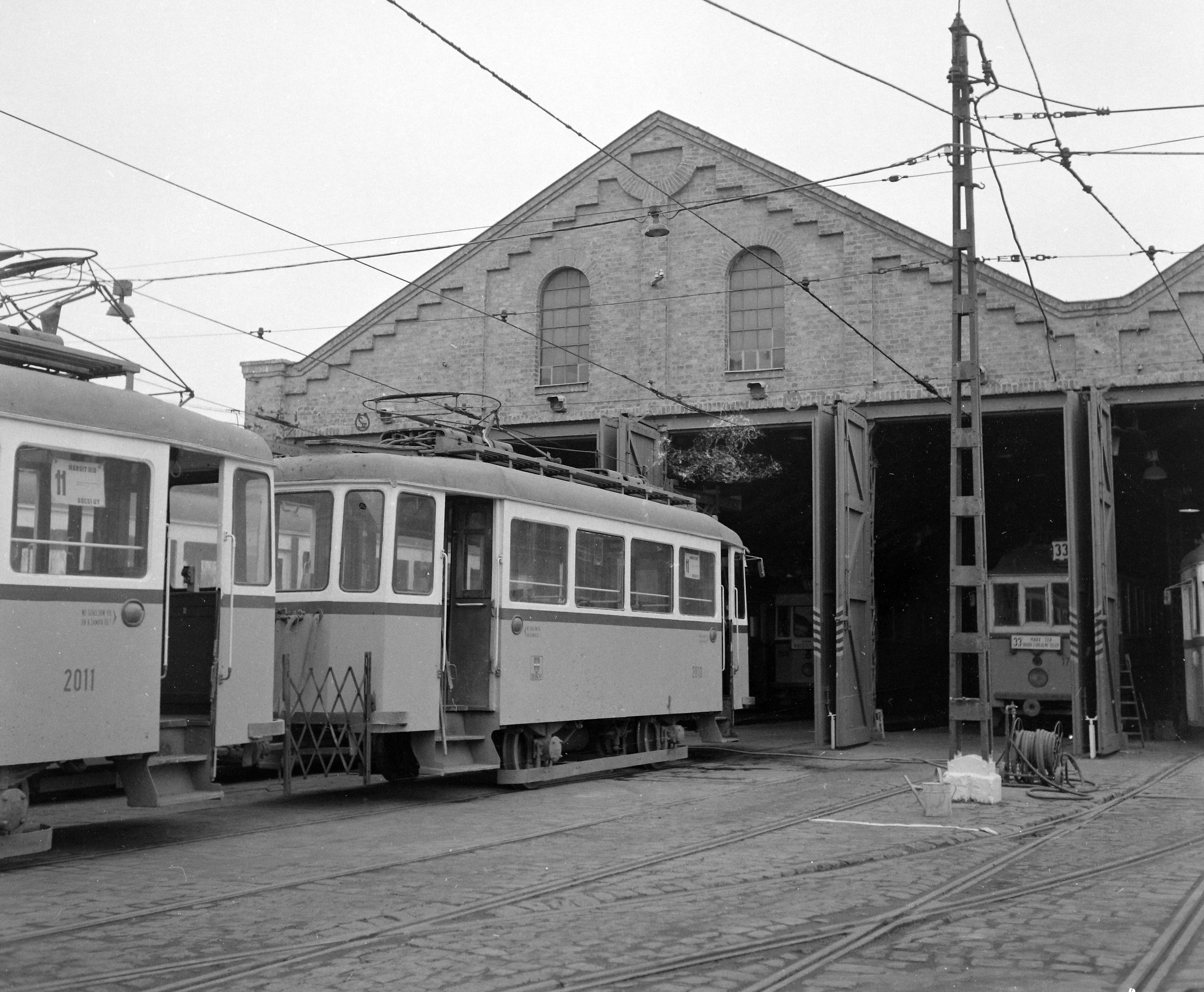
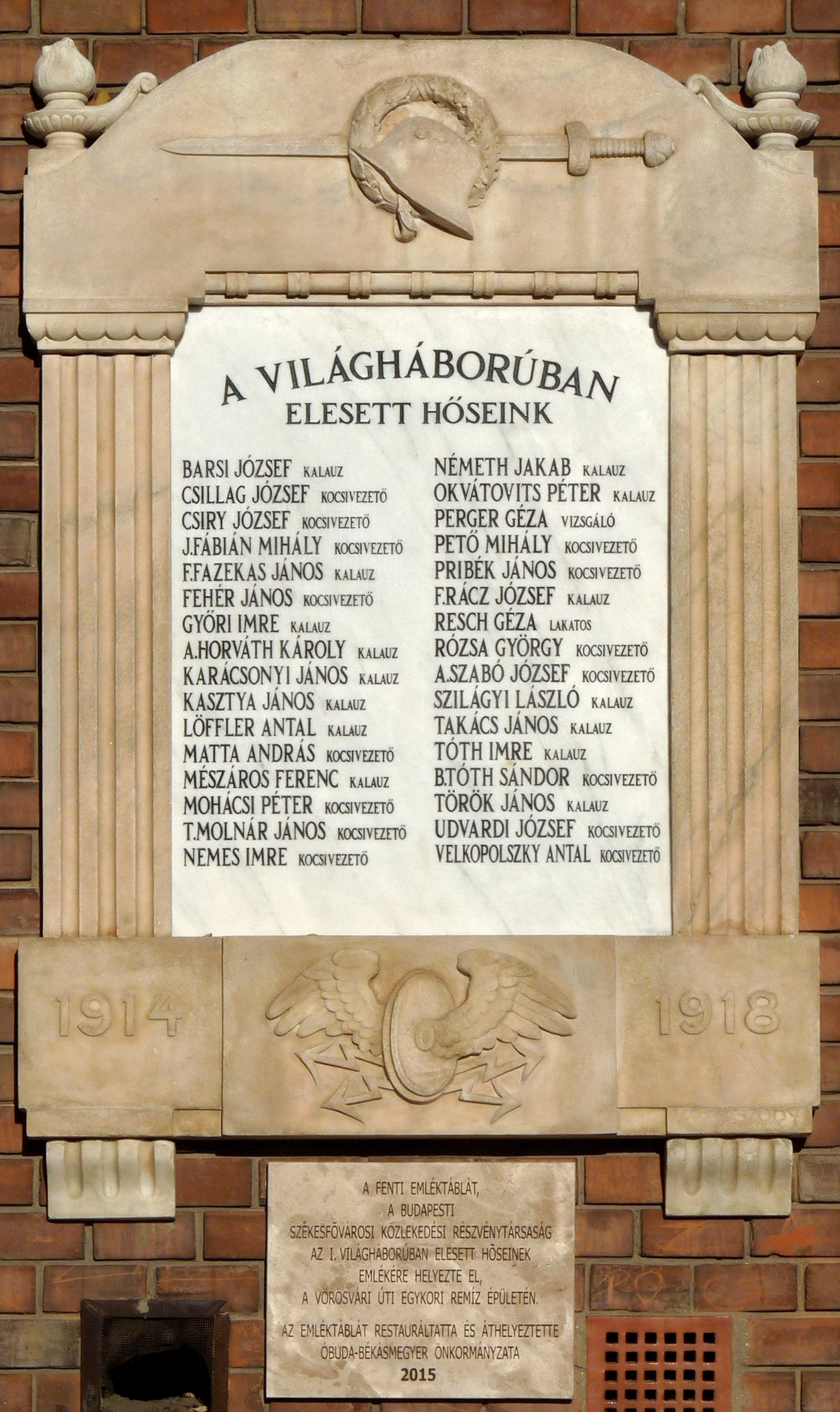

## Filmfelvételek
- 1996.03.28. MUV-ok a 17-es villamoson & Óbuda kocsiszín végnapjai – Nagy Zsolt Levente filmje – Youtube.com
- 1996.03.26. Óbuda kocsiszín pár nappal a bezárás előtt (MUV-ok és Tátrák) – Youtube.com
- 1996.03.29. MUV villamosok szállítása Óbuda kocsiszínből Szávába – Nagy Zsolt Levente filmje – Youtube.com